# Liberalna demokracija Slovenije
Liberalna demokracija Slovenije (kratica LDS) je slovenska parlamentarna politička stranka. Trenutna predsjednica je Katarina Kresal.
Stranka je ustanovljena 12. ožujka 1994. spajanjem Liberalne demokratske stranke (LDS), Demokratske stranke Slovenije (DSS), Socijalističke stranke Slovenije (SSS) i Zelenih - Ekološko socijalne stranke (ZESS).
Na slovenskim parlamentarnim izborima 2004. godine, stranka je izgubila značajnu podršku javnosti. Od 2005. godine, ima 23 (22.8%) zastupnička mjesta u donjem domu slovenskog parlamenta, te je druga po veličini stranka u parlamentu.
Zastupljenost u parlamentu:

### Predsjednici
- dr. Janez Drnovšek (12. ožujka 1994. – 19. prosinca 2002.)
- mag. Anton Rop (19. prosinca 2002. – 15. listopada 2005.)
- Jelko Kacin (15. listopada 2005. – 30. lipnja 2007.)
- Katarina Kresal (30. lipnja 2007. - )

## Poveznice
- Popis političkih stranaka u Sloveniji

## Vanjske poveznice
- Službena stranica  Arhivirana inačica izvorne stranice od 3. ožujka 2022. (Wayback Machine)